# فریدریش گیلی
 فریدریش گیلی (انگلیسی: Friedrich Gilly؛ ۱۶ فوریهٔ ۱۷۷۲ – ۳ اوت ۱۸۰۰) یک معمار اهل آلمان بود.